# Katy Pervy: The XXX Parody
Katy Pervy: The XXX Parody ist eine Porno-Parodie über die US-amerikanische Popsängerin Katy Perry.

## Handlung
Der Film startet damit, dass er ein bekanntes YouTube-Video von Katy Perry in der Sesamstraße parodiert und sexuellen Kontakt mit Elmer hat. Dabei werden auch Anspielungen auf ihre Songs gemacht (z. B. I kissed a puppet als Anspielung auf I Kissed a Girl). Im Weiteren Verlauf trifft sie weitere Stars und bekannte Persönlichkeiten, wie Rhianna, Snoop Dogg, Lady Gaga und Kesha, die sexuell aktiv werden und wird dabei mit unterschiedlichen Aussehen gezeigt.

## Szenen
Der Film unterteilt sich in fünf Szenen, die jeweils unterschiedliche Darsteller bei ihrer Sexualität zeigen. Diese sind:
- Szene 1. Kimberly Kane, Anthony Rosano
- Szene 2. Chastity Lynn, D. Snoop
- Szene 3. Misty Stone, Brian Street Team
- Szene 4. Kimberly Kane, Lexi Swallow

## Produktion und Veröffentlichung
Der Film wurde von Goodnight Media produziert und wird von The Erotic Networks und Goodnight Media vermarktet. Regie führte Lee Roy Myers und das Drehbuch schrieb er zusammen mit Bob Knob. Die Erstveröffentlichung fand am 26. April in den Vereinigten Staaten statt.

## Nominierungen
| Jahr | Preis      | Kategorie                      | Für                           |
| ---- | ---------- | ------------------------------ | ----------------------------- |
| 2012 | AVN Award  | Most Outrageous Sex Scene      | Kimberly Kane, Anthony Rosano |
| 2012 | XBIZ Award | Acting Performance of the Year | Kimberly Kane                 |